# Johan Adolf Rehnskiöld
Johan Adolf Rehnskiöld, född mars 1646 i Stralsund, död 12 oktober 1680 i Stockholm, var en svensk ämbetsman.

## Biografi

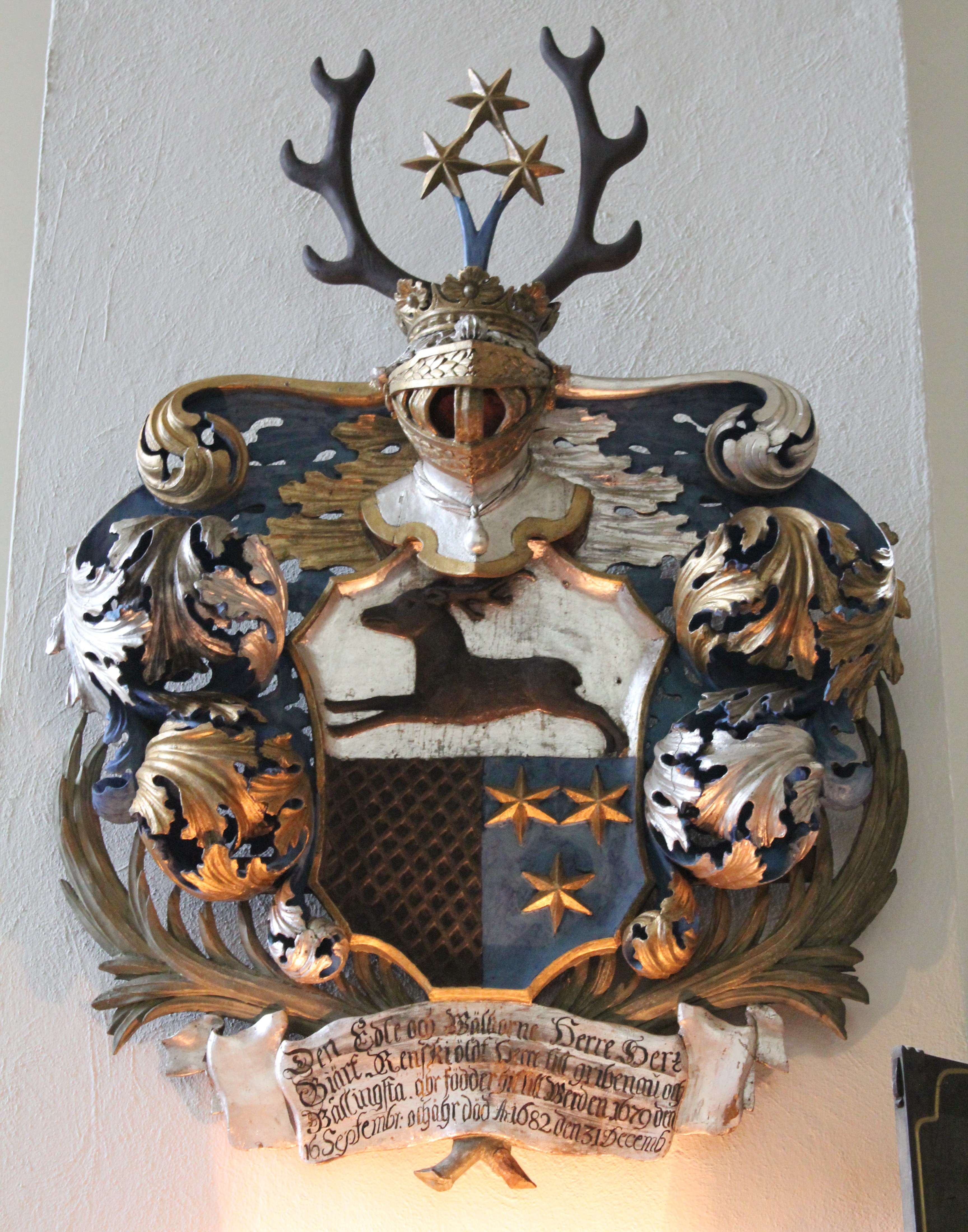
Begravningsvapen över Rehnskiölds son Gert Rehnskiöld i Kungsholms kyrka.

Johan Adolf Rehnskiöld föddes 1646 i Stralsund. Han var son till Gert Rehnskiöld och Birgitta Torskeskål. Rehnskiöld blev 21 apruil 1653 student vid Greifswalds universitet och 25 oktober 1663 student vid Uppsala universitet. Han blev 8 september 1668 kanslijunkare och 23 mars 1671 sekreterare i Kungliga kansliet. Rehnskiöld blev 1672 hovråd och statssekreterare hos kung Karl XI. Han avled 1680 i Stockholm och begravdes i Sankt Nikolai kyrka, där hans vapen sattes upp.

### Egendom
Han ägde Gribenow, Hohenwardt och Willershusen i Pommern, Stensätra i Turinge socken och Ralingsta i Huddinge socken.

### Familj
Rehnskiöld gifte sig första gången 26 september 1671 med Anna Hedvig Örnestedt (1655–1672), dotter till hovkanslern Frans Örnestedt och Anna von der Deilen.
Han gifte sig andra gången 1674 med Anna Cronström (1658–1722), dotter till rikskammarrådet Isak Cronström och Christina Hanssén. De fick tillsammans barnen Anna Christina Rehnskiöld (1675–1740) som var gift med sin fars styvmors systerson, kanslirådet friherre Carl Gustaf von Friesendorff, Gert Rehnskiöld (1679–1682) och Johanna Rehnskiöld (1680–1727) som var gift med hovjunkaren Peter Gronmarck och generalmajoren Bengt Fabian Zöge von Manteuffel. Efter Rehnskiölds död gifte Anna Cronström om sig med hovjägmästaren Hans Reutercrantz.

### referenser
1. 1 2 3 4  Elgenstierna Gustaf, red (1931). Den introducerade svenska adelns ättartavlor 6 Posse-von Scheven. Stockholm: Norstedt. sid. 227. Libris 10076758. https://runeberg.org/elgenst/6/0243.html